# Hindiro
Hindiro è un settore (imirenge) del Ruanda, parte della Provincia Occidentale e del distretto di Ngororero.